# Carlos Renato Frederico
Carlos Renato Frederico, genannt Renato, (* 21. Februar 1957 in Morungaba, São Paulo) ist ein ehemaliger Fußballspieler, der im offensiven Mittelfeld gespielt hat.

## Karriere
Während seiner Karriere spielte er bei Guarani FC (1975–1980), FC São Paulo (1980–1984), Botafogo FR (1985), Atlético Mineiro (1986–1989), in Japan bei Yokohama F. Marinos (1989–1992) und Kashiwa Reysol (1993), sowie später wieder in Brasilien bei AA Ponte Preta (1994–1996) und EC Taubaté (1997).
Er gewann einmal die brasilianische Meisterschaft (1978), zweimal die Staatsmeisterschaft von São Paulo (1980, 1981), zweimal die Staatsmeisterschaft von Minas Gerais (1986, 1988) und einmal die japanische Meisterschaft (1990).
Zwischen Juli 1979 und Oktober 1983 spielte er zweiundzwanzigmal für Brasilien und schoss drei Tore. Er stand im Kader für die Fußball-Weltmeisterschaft 1982 (ohne Einsatz) und für die Mundialito 1980/81, wo Brasilien Zweiter wurde.

## Länderspieltore
- Beim 3:1-Sieg Brasiliens am 26. Januar 1982 gegen die DDR 3:1 in Natal.[1]
- Beim 3:2-Sieg Brasiliens am 28. April 1983 gegen Chile in Rio de Janeiro.[2]
- Beim 2:1-Sieg Brasiliens am 9. Dezember 1987 gegen Chile in Uberlandia.[3]

## Erfolge
- Campeonato Brasileiro de Futebol: 1978
- Staatsmeisterschaft von São Paulo: 1980, 1981
- Staatsmeisterschaft von Minas Gerais: 1986, 1988
- Japanischer Meister 1989/90 mit Nissan Motors
- 1989/1990 Torschützenkönig der japanischen Liga (17 Treffer)
- 1990/1991 Torschützenkönig der japanischen Liga (10 Treffer)